# Jean-Baptiste Lesueur
Jean Baptiste Denis Marie Lesueur (Parijs, 1749 – Plailly, 6 mei 1826) was een Frans schilder, aan wie een reeks gouaches over de Franse Revolutie en de Napoleontische Tijd wordt toegeschreven.

## Leven
De familie Lesueur was vanaf 1777 eigenaar van een huis aan de Rue Neuve d'Orléans 4 in Parijs (sinds 1830 hernoemd tot Boulevard Saint-Denis). Jean-Baptiste woonde er met wat waarschijnlijk twee broers en een zus waren: Claude-Philippe, Pierre-Antoine en Augustine-Geneviève (1757-1849). Allen waren vrijgezel. In de beginjaren van de Franse Revolutie zetelde Jean-Baptiste Lesueur in het civiel comité van de sectie Faubourg du nord. Het stuk waaruit dit blijkt vermeldt hem als schilder, wat een cruciale inlichting is over zijn weinig gedocumenteerde leven. Hij zal een rentenier zijn geweest die weinig sporen naliet.

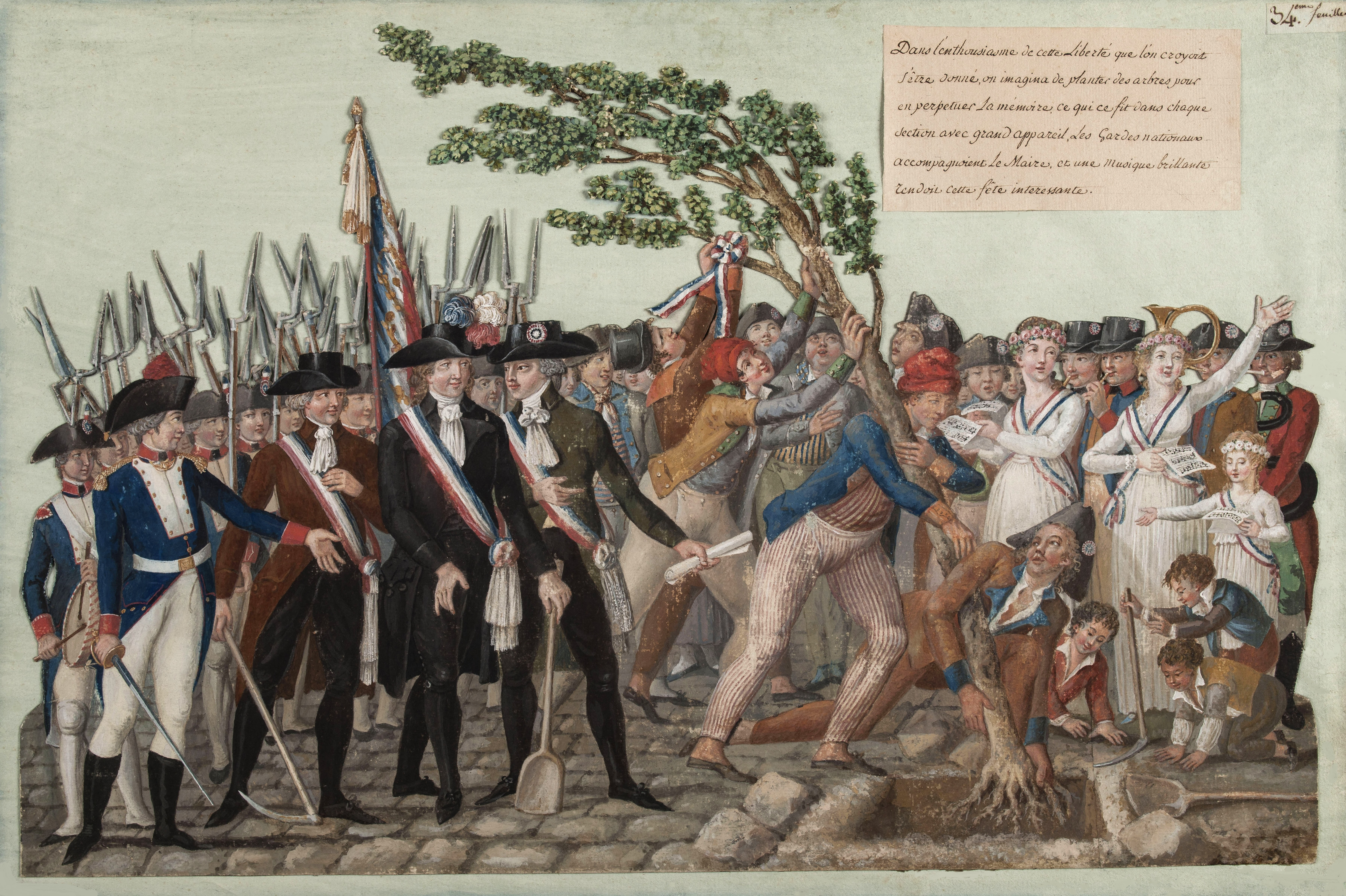
Planting van een vrijheidsboom, ca. 1790-1791

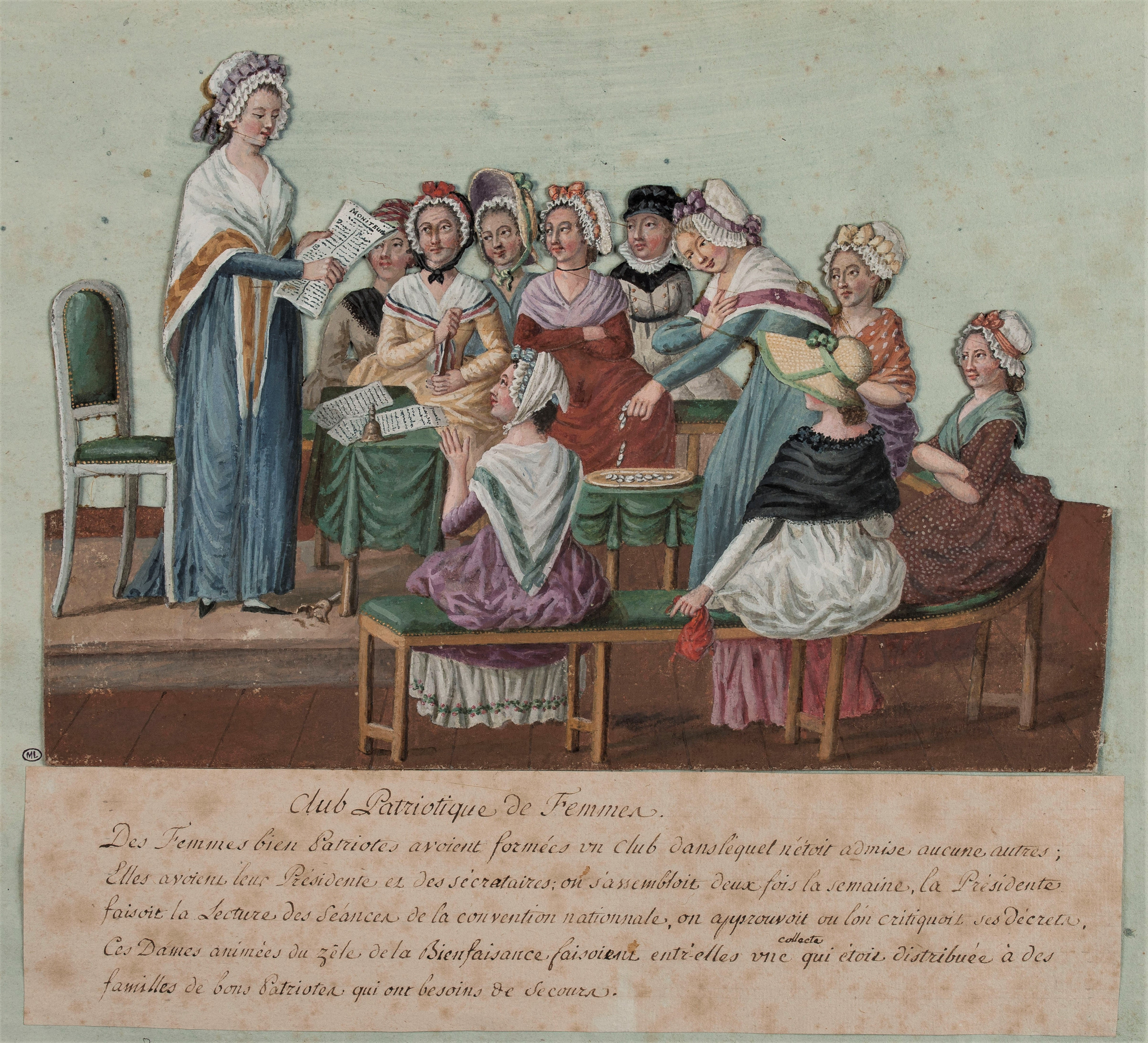
Een bijeenkomst van de Club Patriotique de Femmes, ca. 1792-1794

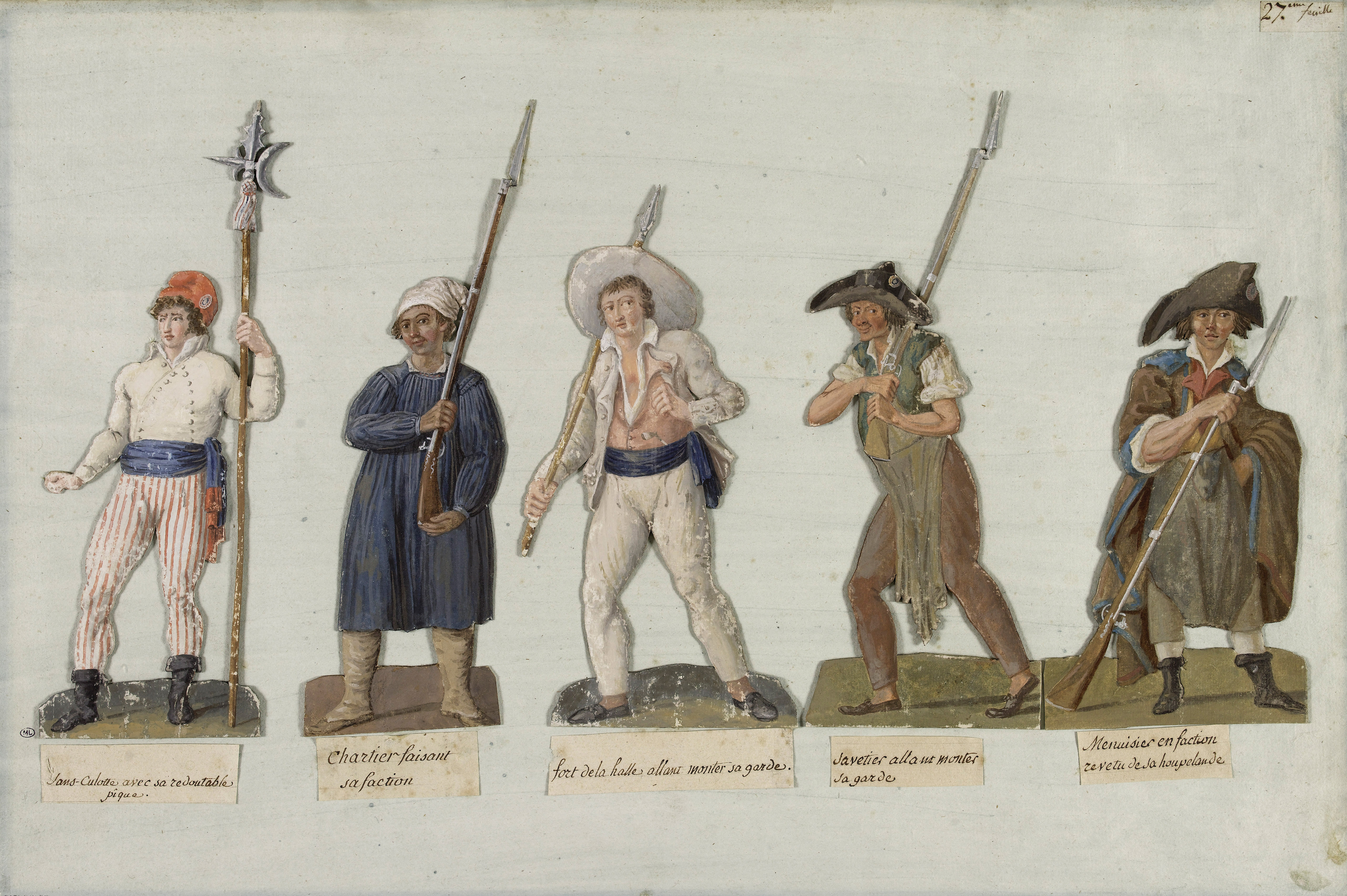
Sansculotten onder de wapens, ca. 1793-1794

Toen Lesueur in 1794 werd overgeplaatst naar het revolutionair comité van het vijfde arrondissement, schreef hij het Comité de sûreté générale aan om deze meer politieke functie te ontlopen. Wellicht werd zijn verzoek geweigerd, want het is de enige plausibele reden waarom hij op de anti-jakobijnse proscriptielijst van 5 januari 1801 kan hebben gestaan. Hoewel uit zijn werk een zekere sympathie voor de Revolutie spreekt, had hij ook aandacht voor de donkere kanten en was hij geen aanhanger geweest van de Terreur. Men vermoedt dat hij eerder aan de kant van de girondijnen en de dantonisten stond. Later was hij een enthousiast supporter van Napoleon Bonaparte. Dat sloot ongetwijfeld aan bij de burgerlijke gematigdheid die hem wordt toegeschreven, maar mogelijk deed hij er ook een laagje bovenop om op een goed blaadje te komen na zijn proscriptie.
Lesueur stopte zijn reeks in 1807 en overleed bijna twintig jaar later op 77-jarige leeftijd. Zijn zus Augustine-Geneviève erfde het huis en liet het op haar beurt na aan haar nicht Adèle-Rose Compagnon. In de volgende generatie viel het toe aan de familie Bidault de l'Isle, inclusief de gouaches in kartonnen dozen.

## Werk
Het oeuvre van Lesueur bestaat uit 83 bladen waarop gouaches zijn gekleefd van uit karton geknipte figuren, met onder elk tafereel een verklarend tekstje. De reeks biedt een visuele kroniek van de periode 1789-1807. Een gelijkaardige reeks van een 250-tal kleinere figuurtjes, over de koets van koning Lodewijk XVI en zijn lijfwachten, wordt gesitueerd in 1775-1780 en kan van de hand van Lesueur of diens vader zijn. De documentaire waarde van de revolutionaire serie is groot: door de afwezigheid van anachronismen in de kledij en de uniformen mag worden aangenomen dat Lesueur de gebeurtenissen vrijwel zonder vertraging vastlegde. Als portrettist was hij beperkt, maar in zijn wat naïeve stijl bereikte hij toch een vief en fris effect, ondersteund door een talent voor compositie en coloriet. Hij besteedde ruim aandacht aan de sansculotten, de "blauwen" (nationale garde en vrijwilligersbataljons), en ook aan vrouwen. Die laatste categorie kreeg niet alleen ongewoon veel plaats, maar werd ook relatief vrij van de gangbare stereotiepen weergegeven.
Het opzet van de reeks is nogal bijzonder en laat geen sluitende conclusies toe over de finaliteit. Vermoed wordt dat Lesueur zijn figuren en taferelen creëerde in een familiaal-ambachtelijke context (in 1 op 10 taferelen zou een tweede of derde hand zijn betrokken) om te gebruiken in een soort miniatuurtheater. Helaas is er geen enkel fiscaal of ander spoor van een dergelijk spektakel. Een aanwijzing is niettemin het ontbreken in de reeks van revolutionaire sleutelgebeurtenissen, zoals de Eed op de Kaatsbaan, de Bestorming van de Bastille, de Mars op Versailles, de executie van Lodewijk XVI, de dood van Marat of de Bestorming van de Tuilerieën. Het valt niet uit te sluiten dat deze taferelen nog boven water zullen komen of dat ze nooit hebben bestaan, maar erg waarschijnlijk lijkt dat niet. Het is verleidelijk te speculeren dat ze intensiever gebruikt zijn in het theater en dientengevolge door slijtage teloor zijn gegaan. Ook de verflaag van de minder gebruikte stukken vertoont trouwens enige gebruiksbeschadiging. Een aanvullende hypothese is dat de figuren na hun theaterleven op stokjes gemonteerd kunnen zijn om te tonen in een museale context. In elk geval is de huidige montage op bladen niet origineel. De tekstkaders onder elke scène zijn kritischer tegenover de Revolutie dan de afbeeldingen zelf, zodat ongetwijfeld besloten mag worden dat ze van latere datum zijn.
De collectie kwam pas in 1947 onder de aandacht van het grote publiek, toen ze door Georges Bidault de l'Isle werd uitgeleend aan het Musée Carnavalet. Daar zijn anno 2022 alle 83 gouaches te zien op acht na.